# Chantal Leblanc
Pour les articles homonymes, voir Leblanc.
Chantal Leblanc, née Camelot le 2 février 1945 à Lille (Nord) et morte le 30 avril 2015 à Abbeville (Somme), est une femme politique française, membre du Parti communiste français.

## Biographie
En 1978, elle est la première députée de l'Assemblée nationale à porter un pantalon dans l'hémicycle,.

## Détail des fonctions et des mandats
Mandats parlementaires
- 19 mars 1978 - 22 mai 1981 : Députée de la 4e circonscription de la Somme

Mandats locaux
- 16 mars 1986 - 21 mars 2004 : Conseillère régionale de Picardie

- 13 mars 1983 - 9 mars 2008 : Conseillère municipale d'Abbeville
  - 19 mars 1989 - 11 juin 1995 : Adjointe au maire d'Abbeville